# Abbaye médiévale Saint-Pierre de Chalon-sur-Saône
Ne doit pas être confondu avec l'abbaye Saint-Pierre de Chalon-sur-Saône ni avec l'abbaye Saint-Pierre-aux-Monts, également à Chalon-sur-Saône.
Pour les articles homonymes, voir Abbaye Saint-Pierre.
L'abbaye médiévale Saint-Pierre est une abbaye de Chalon-sur-Saône dans le département français de Saône-et-Loire et la région Bourgogne-Franche-Comté.

## Description
L'abbaye bénédictine Saint-Pierre, fondée à la fin du VIe siècle, se trouvait en haut de la ville. Dans la Rue Donneau est conservé un mur à bandes lombardes d'un bâtiment de l'abbaye du XIe siècle. Il reste également des vestiges de l'ancien réfectoire de style roman. Après les destructions par les Huguenots, en 1562, le site fut transformé en citadelle.
La Chapelle Notre-Dame-de-la-Citadelle et la statue de la Vierge surmontant une tour (visibles depuis la rue Saint-Alexandre) datent du XIXe siècle.

## Historique
Elle fait l'objet d'une inscription au titre des monuments historiques depuis le 4 septembre 1997.

## Propriétés, revenus

### Terres, fiefs
- le fief de Pierre-de-Bresse, au XIIIe siècle, appartient en partie à la famille de Vienne, l’une des plus puissantes de Bourgogne, et en partie à l’abbé de Saint-Pierre de Chalon